# Julien Belgy
Julien Belgy (Niort, 6 mei 1983) is een Frans voormalig wielrenner en veldrijder.

## Belangrijkste overwinningen
2001
- Frans kampioen veldrijden, Junioren

2005
- 8e etappe Ronde van Guadeloupe

## Grote rondes
Eindklasseringen in grote rondes, met tussen haakjes het aantal etappeoverwinningen.
| Jaar | Ronde van Italië | Ronde van Frankrijk | Ronde van Spanje |
| ---- | ---------------- | ------------------- | ---------------- |
| 2009 | 151e             |                     |                  |